# Каръл Бъдж
Каръл Бъдж (на английски: Carole Buggé) е американска продуцентка, драматург, сценаристка, поетеса и писателка на произведения в жанра съвременен и исторически трилър, и криминален роман. Пише и под псевдонимите Елизабет Блейк (Elizabeth Blake), К. E. Лорънс (C.E. Lawrence) и Каръл Лорънс (Carole Lawrence).

## Биография и творчество
Каръл Елизабет Бъдж е родена през 1953 г. в Нюрнберг, Германия, в семейството на американци. В периода 1972 – 1976 г. следва в университета „Дюк” и получава бакалавърска степен по английска филология и бакалавърска степен по немска филология.
Първият ѝ разказ „Един ден от живота на другаря Ленин” е публикуван през 1993 г. и получава почетно отличие в „Най-добрите фентъзи и разкази на ужасите на Сейнт Мартин“. Първият ѝ роман „Звездата на Индия” от съвместната поредица „Допълнителните приключения на Шерлок Холмс” е издаден през 1998 г. В историята красива млада дама въвлича Шерлок Холмс в мистериозна и опасна игра, в която е заплашен живота на член от кралското семейство, а за изпълнение на престъпното си намерение най-големият противник на детектива, Професор Мориарти, използва легендарния скъпоценен камък „Звездата на Индия”.
Следват няколко други нейни криминални поредици: в поредицата „Загадките на Клеър Роулинг” (1999 – 2001) редакторката на трилъри от Ню Йорк и нейната много наблюдателна 13-годишна приятелка Мередит разследват случаи на убийства в града; в поредицата „Лий Кембъл” (2009 – 2012, под псевдонима К. E. Лорънс) криминалният профайлър от Ню Йорк, Лий Кембъл, участва в разследването на серийни убийства разрешавайки най-ужасяващите кътчета на човешкия ум; в поредицата „Загадките на Иън Хамилтън” (2017 – 2020, под псевдонима Каръл Лорънс) детективът инспектор от края на 19-и век Хамилтън разследва убийства в Единбург; и в поредицата „Загадките на обществото на Джейн Остин” (2019 – 2021, под псевдонима Елизабет Блейк) собственичката на антикварна книжарница Ерин Колридж помага на полицията да открие извършителя на убийство. Нейни разкази са публикувани в множество антологии и списания. Произведенията ѝ получават високи оценки от литературната критика.
Като драматург поставя пиеси и мюзикъли в различни театри в Ню Йорк. През 1995 г. основава и ръководи продуцентската компания „Готик продакшън”.
Тя е победител в конкурса за поезия „Еуфория”, за наградата за поезия „Навечерието на Света Агнеса”, носителка е на първа награда от конкурса за драматургия „Максим Мазумдар”, наградата за литература „Хронограма”, Мемориална награда за художествена литература „Жан Пайва”, и на други награди. Получавала е стипендии за поети и писатели, включително от Съвета по изкуствата на щата Ню Йорк.
Писателката също така преподава творческо писане в Нюйоркския университет, провежда редовни семинари за писатели, изнася лекции и пише за писателския занаят. На писателската конференция в Сан Мигел де Аленде, Мексико, провежда семинар по писане на криминална литература.
Каръл Бъдж живее в Ню Йорк.

## Произведения

### Като Каръл Бъдж

#### Поредица „Загадките на Клеър Роулинг” (Claire Rawlings Mystery)
1. Who Killed Blanche Dubois? (1999)[1][2]
2. Who Killed Dorian Gray? (2000)
3. Who Killed Mona Lisa? (2001)

#### Участие в общи серии с други писатели

##### Поредица „Допълнителните приключения наШерлок Холмс” (Further Adventures of Sherlock Holmes)
- The Star of India (1998)[1][4]
Звездата на Индия, изд.: ИК „Кронос“, София (2003), прев. Тодор Кенов
- The Haunting of Torre Abbey (2000)

от поредицата има още над 30 романа от различни автори

#### Разкази
- A Day in the Life of Comrade Lenin (1993)[1]
- The Visit (1995)
- The Madness of Colonel Warburton (1996)
- The Sins of the Father (1998)

### Като К. E. Лорънс

#### Поредица „Лий Кембъл” (Lee Campbell)
1. Silent Screams (2009)[1][2][3]
2. Silent Victim (2010)
3. Silent Kills (2011)
4. Silent Slaughter (2011)

- Silent Stalker (2012) – новела

### Като Каръл Лорънс

#### Самостоятелни романи
- Cleopatra's Dagger (2022)[1][4]

#### Поредица „Загадките на Иън Хамилтън” (Ian Hamilton Mystery)
1. Edinburgh Twilight (2017)[1][3]
2. Edinburgh Dusk (2018)
3. Edinburgh Midnight (2020)

### Като Елизабет Блейк

#### Поредица „Загадките на обществото на Джейн Остин” (Jane Austen Society Mystery)
1. Pride, Prejudice, and Poison (2019)[1][3]
2. Death and Sensibility (2021)

#### Сборници
- Murder by Midnight (2023) – с Кериган Бърн и Карла Симпсън[1]